# Anneke Huig
Anneke Huig (Amsterdam, 1940) is een Nederlandse grafisch ontwerper.

## Levensloop
Anneke Huig volgde van 1956 tot 1960 een grafische opleiding (Illustratie, typografie en reclame) aan het Instituut voor Kunstnijverheidsonderwijs (IvKNO) in Amsterdam (tegenwoordig de Gerrit Rietveld Academie).
In 1961 werd ze vaste medewerker op het atelier van grafisch ontwerper Wim Crouwel. Van 1963 tot 1966 werkte ze bij het ontwerpbureau Total Design, waarvan Crouwel één van de oprichters was. In deze periode werkte ze onder andere aan een monumentaal boek over Rembrandt en aan zeker veertig catalogi en verschillende affiches voor het Stedelijk Museum in Amsterdam.
Vanaf 1966 had ze haar eigen ontwerpstudio. Ze maakte muurschilderingen en ontwierp drukwerk voor diverse opdrachtgevers. Voor de N.V. Nederlandse Gasunie ontwikkelde ze een huisstijl en realiseerde ze in een periode van 18 jaar meer dan tweeduizend toepassingen.